# Petar Merkov
Petar Merkov, né le 3 novembre 1976 à Plovdiv, est un kayakiste bulgare pratiquant la course en ligne.

## Palmarès

### Jeux olympiques de canoë-kayak course en ligne
- 2000 à Sydney,  Australie
  -  Médaille d'argent en K-1 500m
  -  Médaille d'argent en K-1 1000m [1]